# Benedict Leonard Calvert

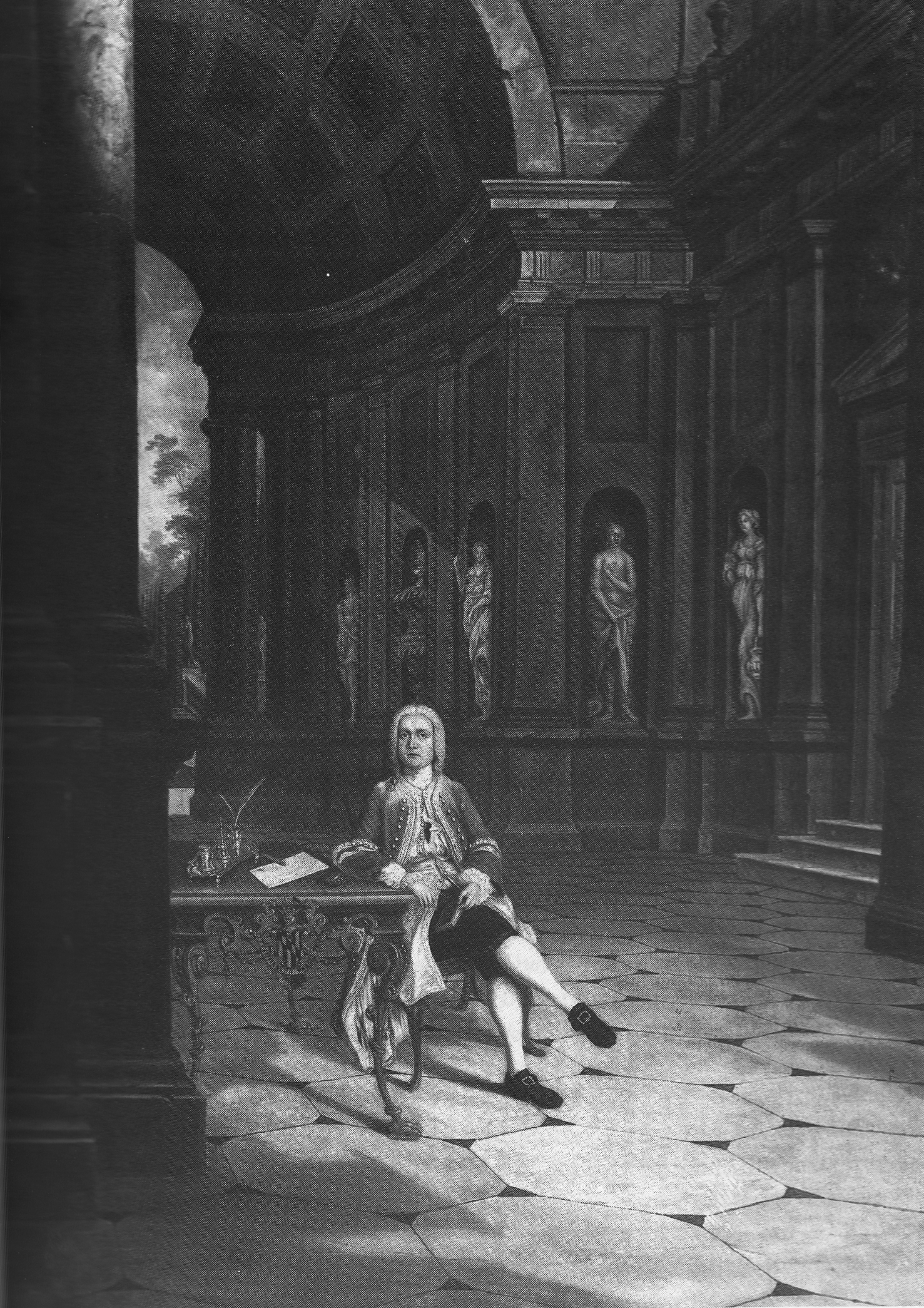
Benedict Leonard Calvert, um 1726

Benedict Leonard Calvert (* 20. September 1700 in Woodcote Park bei Epsom in Surrey; † 1. Juni 1732 auf hoher See) war ein britischer Kolonialgouverneur der Province of Maryland.

## Leben
Benedict Calvert war der zweite Sohn des Benedict Calvert, 4. Baron Baltimore (1679–1715), aus dessen Ehe mit Lady Charlotte Lee († 1721). Seine Großmutter mütterlicherseits Charlotte Lee, Countess of Lichfield, war eine uneheliche Tochter König Karls II. Sein ältester Bruder war Charles Calvert, 5. Baron Baltimore (1699–1751).
Er wuchs in England auf. Seine Familie hatte seit 1632 die Stellung des Lord Proprietor der Kolonie Maryland inne, aufgrund ihres katholischen Glaubens war diese aber in Folge der Glorious Revolution 1689 seinem Großvater Charles Calvert, 3. Baron Baltimore, entzogen worden. 1713 konvertierten sein Vater, er und seine Geschwister zur Church of England, woraufhin seinem ältesten Bruder Charles 1715 die Rechte in der Kolonie Maryland wiederhergestellt wurden.
Wie es damals bei Adligen üblich war, machte auch Benedict Calvert in den Jahren 1724–25 eine Grand Tour, die ihn nach Italien führte. Damals studierte er italienische Architektur und sammelte Kunstschätze, die er im Familienanwesen Woodcote Park in Surrey unterbrachte.
1727 wurde Benedict Calvert von seinem Bruder Charles Calvert, 5. Baron Baltimore, als Gouverneur von Maryland eingesetzt. Er löste dort seinen Verwandten, vermutlich einen unehelichen Halbbruder seines Vaters, Charles Calvert (1688–1734), ab. Benedict übte dieses Amt bis 1731 aus und wurde dann von Samuel Ogle abgelöst. Nach seiner Abberufung segelte Benedict Calvert an Bord eines familieneigenen Schiffes zurück nach England. Er war aber inzwischen an Tuberkulose erkrankt und starb während der Überfahrt. Seine sterblichen Überreste wurden auf See beigesetzt. Da er kinderlos war, hatte er seinem jüngeren Bruder Cecilius Calvert (1702–1765) seinen Besitz und sein Vermögen von etwa 10.000 Pfund vermacht.
Im März 1731 war Benedict Calvert als Fellow in die Royal Society aufgenommen worden.